# 5674 Wolff
Az 5674 Wolff (ideiglenes jelöléssel 1986 RW2) a Naprendszer kisbolygóövében található aszteroida. Edward L. G. Bowell fedezte fel 1986. szeptember 6-án.